# Rynek w Karlsruhe
Rynek w Karlsruhe (niem. Marktplatz) – główny plac w Karlsruhe, założony w czasie klasycystycznej rozbudowy tego miasta w pierwszych latach XIX wieku. Plac ma formę dwóch przylegających do siebie prostokątów, położonych osiowo na głównej ulicy północ-południe w Karlsruhe.

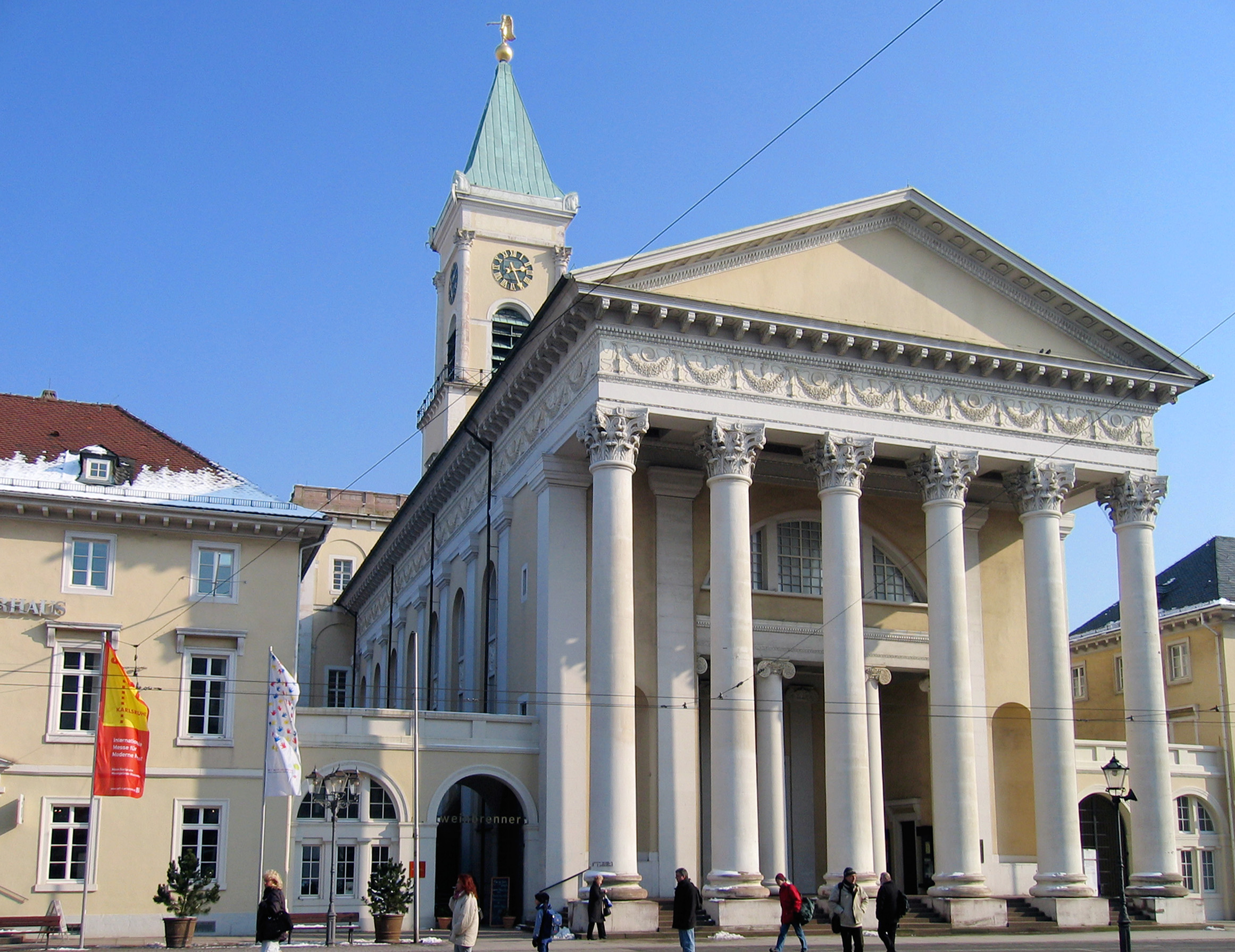
Kościół ewangelicki

## Historia
Projektantem Rynku był architekt i urbanista Friedrich Weinbrenner, który pierwsze szkice przygotował już około roku 1800. W 1807 rozpoczęto prace realizację założenia: wyburzono kilka budynków położonych po południowej stronie skrzyżowania ul. Długiej (Lange Straße, obecnie Kaiserstraße) z ulicą wybiegającą z zanku na południe, w tym tymczasowy ratusz oraz zajmujący centralną część przyszłego Rynku Kościół Zgody (Concordia-Kirche, Eintrachtskiche). Ponieważ pod tym ostatnim mieściła się zamurowana krypta grobowa założyciela miasta, margrabiego Karola Wilhelma, zdecydowano się jej nie naruszać i wznieść nad nią pomnik nagrobny. Tymczasową formą nagrobka była drewniana piramida, która była na tyle udana, że zachowano jej formę i w 1823 wzniesiono nową z czerwonego piaskowca – obie projektował Weinbrenner. Do lat 20. XIX wiek. zbudowano wedle jego projektów w południowej części placu symetrycznie usytuowane kościół miejski (1807-1816) i ratusz (1805-1825).

## Forma przestrzenna i obiekty przy Rynku
Rynek stanowi część świadomie planowanego zespołu urbanistycznego, wyznaczając punkt przecięcia Via Triumphalis oraz głównej ulicy handlowej.
Północna część Rynku, obszerniejsza i planowana od początku jako handlowa, ujęta jest od wschodu i zachodu w dwa klasycystyczne budynki handlowo-mieszkalne, północna pierzeja stanowi jednocześnie północną stronę Kaiserstraße – została odbudowana po II wojnie światowej w zmienionej, modernistycznej formie, z podcieniem komunikacyjnym. Część południowa jest bardziej reprezentacyjna – jej zachodnią pierzeję stanowi ratusz z centralnym ryzalitem portykowym. Po wschodniej stronie znajduje się jego pendant – kościół miejski (obecnie katedra zjednoczonego kościoła ewangelickiego) z korynckim portykiem w wielkim porządku, którego boczne skrzydła stanowią dawne budynki gimnazjum. Południowo-wschodni narożnik zajmuje gmach policji. Centralnym elementem północnej części Rynku jest piramida, w południowej – fontanna ze statuą wielkiego księcia Ludwika.
Tylko jezdnia wzdłuż południowej pierzei Rynku jest dostępna dla pojazdów samochodowych, pozostała powierzchnia stanowi zasadniczo strefę pieszą, rozciętą jednak przez torowiska tramwajowe przebiegające w kierunku równoleżnikowym osi Kaiserstraße oraz południkowym, omijające piramidę od wschodu, połączone trójkątem torów. Przez Rynek w szczycie komunikacyjnym przejeżdża 170 tramwajów na godzinę.